# Laguna Grande de Gredos
La Laguna Grande de Gredos se localiza en la sierra de Gredos, en el término municipal de Navalperal de Tormes, provincia de Ávila, comunidad autónoma de Castilla y León, España. Es una laguna que ocupa una cubeta de sobreexcavación glaciar en el Circo de Gredos.

## Descripción

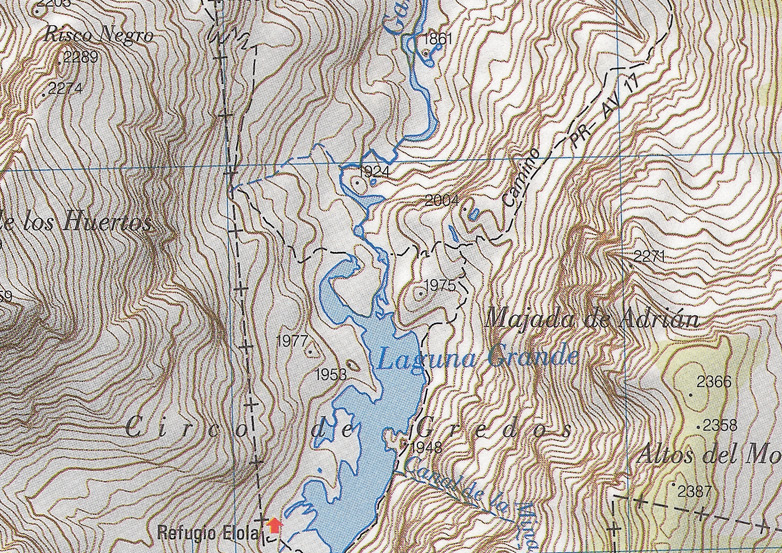
Laguna Grande en la hoja 577-II del Mapa Topográfico Nacional

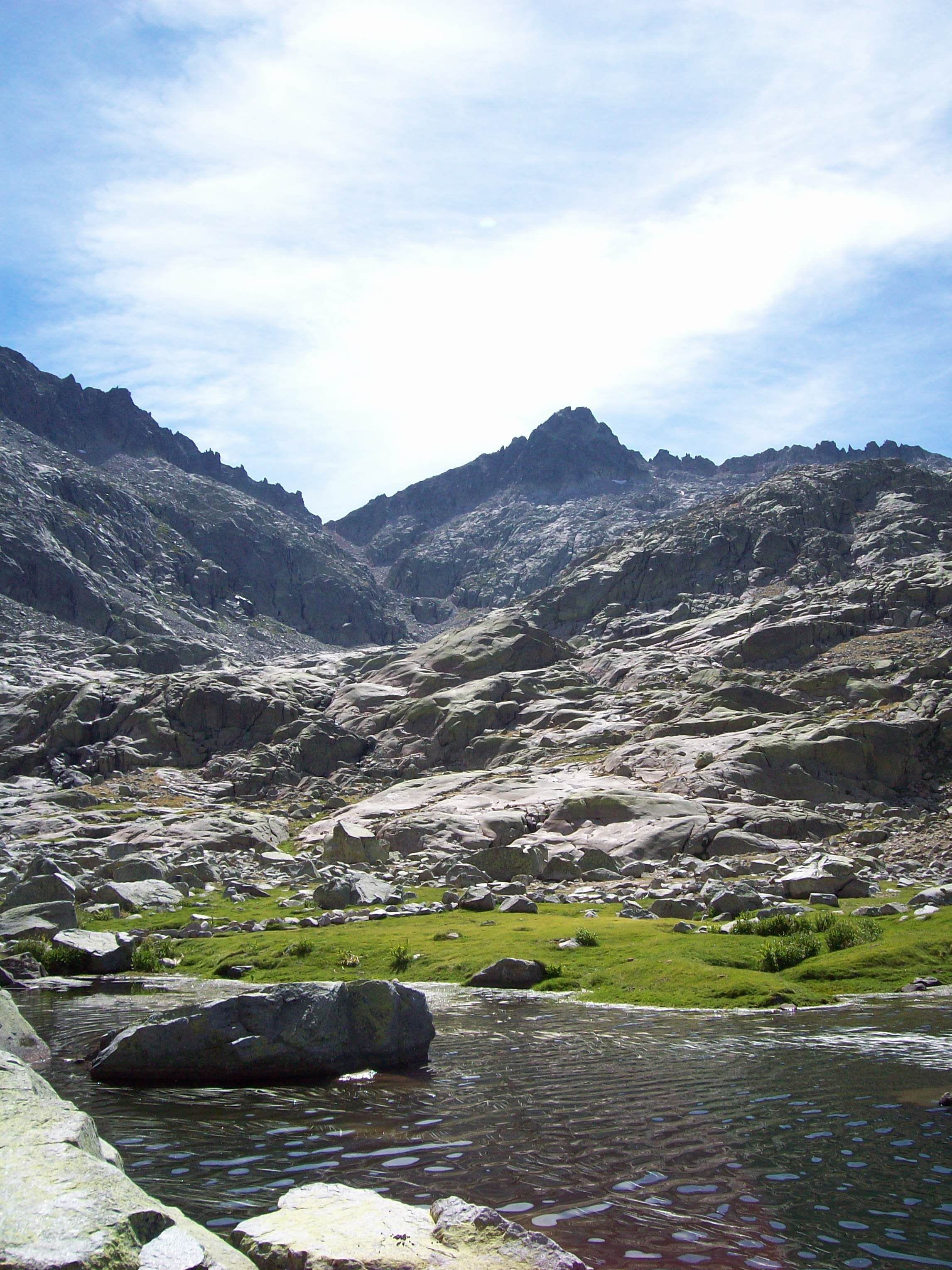
Vista de la laguna con el Almanzor de fondo

Grandes masas de hielo würmiense modelaron la cubeta glaciar que ocupa la laguna a una altitud de unos 1940 m s. n. m.[cita requerida]Se trata de una laguna exorreica, de aguas transparentes, que se hiela en invierno. Es una laguna oligotrófica por los escasos nutrientes que recibe desde su cuenca. La presión turística aconseja medidas restrictivas para preservar su fragilidad hidrológica. Está rodeada por las paredes de las cresterías de los Hermanitos, Cerraíllos, el Morezón al este; por Risco Moreno y Cerro de las Huertas al oeste y presidida por la cumbre del Almanzor al sur. Presenta una diferencia media de altura con las cumbres circundantes del Circo de Gredos de más de 450 m. Se la ha llegado a conocer entre algunos montañeros con el término de «El Calderón de Gredos». Y también como  "El Riñón del Recuenco", según traslada Camilo José Cela en Judíos moros y cristianos. Junto a la laguna se construyó en 1972 el refugio José Antonio Elola desde el cual se puede acceder a distintos puntos donde realizar escalada en hielo.
La laguna Grande desagua en la garganta de Gredos, que a su vez es tributaria del Tormes.

## Acceso
El acceso hasta la laguna se lleva a cabo utilizando el sendero de pequeño recorrido PR-AV 17, partiendo desde la Plataforma de Gredos (1750 m s. n. m.) en el término municipal de San Juan de Gredos. El sendero de ida toma aproximadamente unas 2-3 horas.

## Mitos y leyendas
El folclore ha creado distintos mitos en torno a la laguna, como que se trata de una «sima muy profunda cuyo fondo llega al centro de la Tierra», que «sus aguas al agitarse producen sonidos espeluznantes» o bien que «la zona de la laguna es siempre origen de fuertes tormentas». También existe una leyenda, conocida con el nombre de La serrana de la Vera, acerca de una mujer supuestamente desaparecida en la comarca de la Vera de Plasencia que, tras vagar por los campos de la región, acabaría por sumergirse en las aguas de la laguna para vivir en el fondo de esta.